# Hans Peter Schiff
Hans Peter Schiff (* 1943 in Lahr/Schwarzwald) ist ein ehemaliger deutscher Diplomat und Botschafter.

## Beruflicher Werdegang
Schiff ist Diplom-Politologe und absolvierte nach dem Studium die Attachéausbildung. Von 1976 bis 2008 stand Schiff im Dienst des Auswärtigen Amtes. Von 1986 bis 1989 fungierte Hans Peter Schiff als Chargé d'Affaires (Geschäftsträger) an der deutschen Botschaft in Amman (Jordanien), was seine erste Auslandsstation markierte. In den Jahren 1993 bis 1997 bekleidete Schiff die Position des stellvertretenden Direktors der Wirtschaftsabteilung an der deutschen Botschaft in Washington (Vereinigte Staaten). Im Anschluss leitete er bis 2000 das Grundsatzreferat der Wirtschaftsabteilung im Auswärtigen Amt. Von 2000 bis 2003 übernahm Schiff seinen ersten Botschafter-Posten an der deutschen Botschaft in Algier (Algerien). In diese Amtsperiode fiel die Sahara-Geiselnahme 2003, bei der 32 europäische Touristen (davon 16 Deutsche) entführt wurden. Schiff betreute die ersten sechs deutschen freigelassenen Geiseln. Von 2003 bis 2006 leitete er die Zentralabteilung und wurde anschließend von 2006 bis 2008 als Botschafter an der deutschen Botschaft in Budapest (Ungarn) eingesetzt.
Seit seinem Ausscheiden aus dem aktiven diplomatischen Dienst im Jahr 2008 ist er als Berater bei der Beratungsagentur DiploConsult tätig. Von 2008 bis 2012 übernahm er zudem die Leitung des Diplomatenkollegs, ein Förderprogramm des Auswärtigen Amtes, welches sich an junge Diplomaten aus Europa, Südkaukasus und Zentralasien richtet.
Schiff ist Mitglied der Deutschen Gesellschaft für Auswärtige Politik und SPD-Mitglied, aktiv in der Ortsgruppe Tempelhof-Schöneberg.